# Saison 1 des Tudors
Chronologie
Saison 2 des Tudors
Cet article présente le guide des épisodes de la première saison du feuilleton télévisé Les Tudors, se déroulant de 1518 à 1530.

## Distribution

### Acteurs principaux
- Jonathan Rhys-Meyers : Roi Henri VIII
- Sam Neill : Cardinal Thomas Wolsey
- Callum Blue : Sir Anthony Knivert
- Henry Cavill : Charles Brandon
- Henry Czerny : Thomas Howard, Duc de Norfolk
- Natalie Dormer : Anne Boleyn
- Maria Doyle Kennedy : Catherine d'Aragon
- Nick Dunning : Thomas Boleyn
- James Frain : Thomas Cromwell
- Jeremy Northam : Sir Thomas More

### Acteurs récurrents
- Gabrielle Anwar : Marguerite Tudor
- Anna Brewster / Rachel Kavanagh  : Anne Buckingham-Hastings, Lady Stafford
- Anthony Brophy : Ambassadeur Eustache Chapuys
- Declan Conlon : Ambassadeur Mendoza
- Pádraic Delaney : George Boleyn
- Ruta Gedmintas : Elizabeth Blount
- Bosco Hogan : Cardinal John Fisher
- Kristen Holden-Ried : Sir William Compton
- Emmanuel Leconte : Roi François Ier
- Zak Jenciragic : Henri Fitzroy, Duc de Richmond
- Jamie Thomas King : Thomas Wyatt
- Blathnaid McKeown : Princesse Marie Tudor
- Joe Van Moyland : Thomas Tallis
- Steven Waddington : Edward Stafford, Duc de Buckingham
- Kate O'Toole : Margaret Pole, Lady Salisbury
- Rebekah Wainwright : Catherine Willoughby
- Perdita Weeks : Mary Boleyn
- Gabriella Wright : Reine Claude de France

## Liste des épisodes

### Épisode 1:In Cold Blood
- États-Unis : 1er avril 2007 sur Showtime
- France : 24 mars 2008 sur Canal+
- Canada : 25 mai 2008 sur Radio-Canada

- Kris Holden-Ried (William Compton)
- Sean Pertwee (Ambassadeur anglais en Italie)
- Steven Waddington (Duc de Buckingham)
- Ruta Gedmintas (Elizabeth Blount)
- Joe Van Moyland (Thomas Tallis)
- Matt Ryan (Richard Pace)
- Perdita Weeks (Mary Boleyn)
- Aidan Turner (Bedoli)
- Marcello Magni (Sarto)
- Brendan McCormack (Capitaine)
- Anna Brewster (Anna Buckingham)
- Alan Devine (Secrétaire de Wolsey)
- Jonathan Ryan (Ambassadeur français)
- Barry McGovern (Cardinal Bonnivet)
- Slaine Kelly (Jane Howard)
- Catherine Byrne (Alice More)
- Mark Lambert (William Cornish)
- Eric Higgins (Valet d'écurie)
- Arthur Diordan (Prêtre dans le confessionnel)
- Jonathan White (Hopkins)
- Blathnaid McKeown (Princesse Mary)
- Geoff Minogue (Secrétaire de Boleyn)

### Épisode 2:Illusions perpétuelles
- États-Unis : 8 avril 2007 sur Showtime
- France : 24 mars 2008 sur Canal+
- Canada : 1er juin 2008 sur Radio-Canada

- Kris Holden-Ried (William Compton)
- John Kavanagh (Cardinal Campeggio)
- Steven Waddington (Duc de Buckingham)
- Ruta Gedmintas (Elizabeth Blount)
- Emmanuel Leconte (François Ier)
- Joe Van Moyland (Thomas Talis)
- Perdita Weeks (Mary Boleyn)
- Barry McGovern (Cardinal Bonnivet)
- Gabriella Wright (Reine Claude)
- Gerry O'Brien (Herald)
- Blathnaid McKeown (Princesse Mary)
- Ciaran Whitehead (Dauphin)
- Jonathan White (Hopkins)
- Michael Ford (Noble)
- Geoff Simpson (Cardinal à l'exécution)
- Jonathan Byrne (Bourreau)
- Donncha Crowley (Prêtre)
- Daniel Reardon (Prêtre du Vatican)

### Épisode 3:Projets ambitieux
- États-Unis : 15 avril 2007 sur Showtime
- France : 31 mars 2008 sur Canal+
- Canada : 8 juin 2008 sur Radio-Canada

- Gabrielle Anwar (Margaret Tudor)
- Kris Holden-Ried (William Compton)
- Jamie Thomas King (Thomas Wyatt)
- Matt Ryan (Richard Pace)
- Joe Van Moyland (Thomas Tallis)
- Mark Lambert (William Cornish)
- Anthony Brophy (Chapuys)
- Declan Conlon (Mendoza)
- Mary Woods (Scorn)
- Eilis O'Donnel (Étrangère)
- Valerie O'Connor (Méchante)
- Guy Carleton (Chamberlain)
- Blathnaid McKeown (Princesse Mary)
- Rachel Montague (Jeune femme)
- Nika McGuigan (Femme de chambre)
- Lorna Doyle (Joan)
- Matthew Keena (Courtier)
- Alan Devine (Secrétaire de Wolsey)
- Sebastian Armesto (Charles V)
- Steve Wilson (Constable de la Tour)
- Eric Higgins (Valet d'écurie)
- Karl O'Neill (Orfèvre)

### Épisode 4:Prise de conscience
- États-Unis : 22 avril 2007 sur Showtime
- France : 31 mars 2008 sur Canal+
- Canada : 15 juin 2008 sur Radio-Canada

### Épisode 5:Liaisons dangereuses
- États-Unis : 29 avril 2007 sur Showtime
- France : 7 avril 2008 sur Canal+
- Canada : 22 juin 2008 sur Radio-Canada

### Épisode 6:Bras de fer
- États-Unis : 6 mai 2007 sur Showtime
- France : 7 avril 2008 sur Canal+
- Canada : 29 juin 2008 sur Radio-Canada

### Épisode 7:La grande suette
- États-Unis : 13 mai 2007 sur Showtime
- France : 14 avril 2008 sur Canal+
- Canada : 6 juillet 2008 sur Radio-Canada

### Épisode 8:Ainsi sera, grogne qui grogne
- États-Unis : 20 mai 2007 sur Showtime
- France : 14 avril 2008 sur Canal+
- Canada : 13 juillet 2008 sur Radio-Canada

### Épisode 9:À bout de patience
- États-Unis : 3 juin 2007 sur Showtime
- France : 21 avril 2008 sur Canal+
- Canada : 20 juillet 2008 sur Radio-Canada

La chute du Cardinal Wolsey est rapide et sans pitié.
- Dernière apparition de Gabrielle Anwar

### Épisode 10:La Rupture
- États-Unis : 10 juin 2007 sur Showtime
- France : 21 avril 2008 sur Canal+
- Canada : 27 juillet 2008 sur Radio-Canada

- Dernière apparition de Sam Neill, Callum Blue et d'Henry Czerny.